# Dole (gmina Šentjur)
Dole – wieś w Słowenii, w gminie Šentjur. W 2018 roku liczyła 169 mieszkańców.